# Cirkusrevyen
Cirkusrevyen er Danmarks største revy, der ligger i forlystelsesparken Dyrehavsbakken nord for København. Den blev grundlagt i 1935 af restauratør Carl Pehrsson, skuespilleren Osvald Helmuth, Oscar Holst og musikeren Herman Gellin. Den nuværende direktør (2023) er Torben "Træsko" Pedersen. Blandt de mangeårige medvirkende er Lisbet Dahl, Niels Olsen, Henrik Lykkegaard og Niels Ellegaard. Blandt tidligere medvirkende, var Ulf Pilgaard.

## Historie
Den unge Aage Stentoft blev Cirkusrevyens første akkompagnatør. Han blev engageret, da han lige var kommet til København fra Holbæk. Han kom til at skrive melodier til mange af de første års viser som "Molak molak mak mak mak", "Dit hjerte er i fare Andresen", "I den mellemste køje", "Degnens vise", "Schaldemose" og "Hen te' kommoden og tebavs igen".
I DR's udsendelse "Omkring Aage Stentoft" fra 1984 fortalte han, hvordan han blev involveret. Han søgte arbejde som pianist i revyen. Han kunne ikke noder og spillede hele livet efter gehør. Han blev ansat på betingelse af, at han ville købe part i revyen. Stentoft troede på både ideen, navnene og sig selv, så han slog til. Under en af de første prøver var Ludvig Brandstrup irritabel, og da Aage Stentoft spillede forkert et par gange brølede Brandstrup:
- Hvem Fanden er den bonderøv, som sidder ved klaveret?"
Stentoft rejste sig, bukkede og sagde: "Det er ham, der finansierer revyen!"
Cirkusrevyen har alle årene på nær 1945 været afholdt i Teltet på Dyrehavsbakken. I 1945 blev teltet slået op på den nedbrændte Forums grund.
I 2020 måtte revyen aflyses som følge af coronaviruspandemien. I første omgang gjorde regeringens forbud mod forsamlinger på over 500 personer indtil 1. september 2020, at der ikke kunne afholdes revy som planlagt i juli og august 2020. Folkene bag Cirkusrevyen arbejdede så på, at afholde den senere på året. Det ville dog kræve en dispensation fra Dyrehavsbakkens miljøgodkendelse, hvis der skulle spilles uden for dennes sæson. Bakken ligger imidlertid ved grænsen mellem Gentofte og Lyngby-Taarbæk Kommuner, hvor der i forvejen havde været uenigheder om miljøgodkendelsen gennem en årrække, hvilket nu også kom til at påvirke Cirkusrevyen. 25. maj 2020 valgte Cirkusrevyen så helt at aflyse årets forestilling, dels fordi de endnu ikke havde fået den nødvendige kompensation, og dels på grund af den generelle usikkerhed om genåbningen af Danmark efter coronaviruspandemien. Revysæsonen 2020 skulle ellers have været Ulf Pilgaards 40. og sidste sæson i revyen, men det måtte udskydes til 2021.

### Skuespillere medvirkende i flest cirkusrevyer
| Skuespiller        | Antal revyer | Første år | Sidste år |
| ------------------ | ------------ | --------- | --------- |
| Ulf Pilgaard       | 40           | 1968      | 2021      |
| Lisbet Dahl        | 33           | 1974      | 2021      |
| Henrik Lykkegaard  | 22           | 1994      | 2024      |
| Elga Olga Svendsen | 18           | 1938      | 1982      |
| Niels Ellegaard    | 15           | 2002      | 2024      |
| Claus Ryskjær      | 14           | 1973      | 2005      |
| Niels Olsen        | 12           | 1993      | 2025      |
| Lily Broberg       | 11           | 1955      | 1983      |
| Ib Schønberg       | 10           | 1938      | 1955      |
| Grethe Sønck       | 10           | 1962      | 1994      |
| Ditte Hansen       | 10           | 2006      | 2021      |
| Pernille Schrøder  | 10           | 1997      | 2024      |
| Arthur Jensen      | 8            | 1943      | 1955      |
| Preben Neergaard   | 8            | 1949      | 1964      |
| Ole Søltoft        | 8            | 1963      | 1978      |
| Dirch Passer       | 8            | 1967      | 1974      |

## Tidligere forestillinger

### Cirkusrevyen 1983
Medvirkende: Grethe Sønck, Lily Broberg, Kai Løvring, Tommy Kenter, Lone Helmer, Flemming Enevold og Nellie Crump
Instruktion: Tommy Kenter

### Cirkusrevyen 1984
Medvirkende: Grethe Sønck, Kai Løvring, Jan Schou, Jeanne Boel, Kirsten Walther, Bent Reiner og Poul-Kristian Jensen
Instruktion: Grethe Sønck

### Cirkusreven 1985
Medvirkende: Lisbet Dahl, Erik Paaske, Kirsten Lehfeldt, Bjørn Puggaard-Müller, Kirsten Rolffes og Torben Pedersen
Instruktion: Lisbet Dahl

### Cirkusrevyen 1986
Medvirkende: Ulf Pilgaard, Lisbet Dahl, Claus Ryskjær, Erik Paaske og Kirsten Lehfeldt
Instruktion: Lisbet Dahl

### Cirkusrevyen 1987
Medvirkende: Ulf Pilgaard, Claus Ryskjær, Lisbet Dahl, Jørgen Buckhøj og Lene Funder
Instruktion: Lisbet Dahl

### Cirkusrevyen 1988
Medvirkende: Ulf Pilgaard, Claus Ryskjær, Lisbet Dahl, Jeanne Boel og Kai Løvring
Instruktion: Lisbet Dahl

### Cirkusrevyen 1989
Medvirkende: Ulf Pilgaard, Claus Ryskjær, Lisbet Dahl, Kirsten Norholt og Allan Olsen
Instruktion: Lisbet Dahl

### Cirkusrevyen 1990
Medvirkende: Ulf Pilgaard, Claus Ryskjær, Birthe Kjær, Pia Rosenbaum og Erik Paaske - Mads Mikkelsen (Danser)
Instruktion: Lisbet Dahl

### Cirkusrevyen 1991
Medvirkende: Ulf Pilgaard, Claus Ryskjær, Lisbet Dahl, Kirsten Norholt, Kit Eichler og Allan Olsen
Instruktion: Lisbet Dahl

### Cirkusrevyen 1992
Medvirkende: Ulf Pilgaard, Claus Ryskjær, Lisbet Dahl, Henrik Koefoed og Kit Eichler
Instruktion: Lisbet Dahl

### Cirkusrevyen 1993
Medvirkende: Ulf Pilgaard, Lisbet Dahl, Søren Østergaard, Niels Olsen og Grethe Sønck 
Instruktion: Lisbet Dahl

### Cirkusrevyen 1994
Medvirkende: Ulf Pilgaard, Claus Ryskjær, Lisbet Dahl og Henrik Lykkegaard
Instruktion: Lisbet Dahl

### Cirkusrevyen 1995
Medvirkende: Ditte Gråbøl, Lisbet Dahl, Claus Ryskjær, Ulf Pilgaard og Niels Olsen
Instruktion: Lisbet Dahl
Cirkusrevyen fejrede revyens 60 års jubilæum i 1995 med "Blot til lyst", en sketch af Niels Olsen og et potpourri over gamle numre, "Tillykke med de 60", der var bearbejdet af Ida og Bent From).
Vi møder igen Familien Danmark, bestående af mor Nesa (Lisbet Dahl), Far Haralder (Claus Ryskjær), sønnen Syrilder (Ulf Pilgaard) og datteren Tut (Ditte Gråbøl). Niels Olsen er Tuts nye kæreste fra Jylland, men alle tror han er perker, fordi han taler så underligt. Sketchen blev meget berømt, fordi Lisbet fik hylet både Rysse og Ulf ud af den ved at improvisere. 
Størstedel af 2. akt er en hyldest til Cirkusrevyens 60 års jubilæum. Vi får Rysse at se i rollen som Dirch Passer i gyngen, Lisbet Dahl som Elga Olga i flere roller, Niels Olsen som Buster Larsen i sangen Dikke-dik. Men Rysse og Niels spiller Halleluja med overalls med hul ind til numsen. Desuden en masse højdepunkter i Cirkusrevyens historie. Niels gengiver en meget hurtig version af en statistiker, der går i dametøj. Ulf synger en kort hyldest sang til Dirch Passer. 
Sygeplejerskernes strejke tages også under behandling og Niels, Rysse og Ulf spiller patienter på et sindssygehospital, men det afsløres først til sidst, hvor alle danser og synger med bukserne nede om anklerne. Ditte Gråbøl spiller Ritt Bjerregaard, som netop er valgt til EU, mens Ulf, Rysse og Niels synger 'Dumme Kælling', i forklædninger som Mogens Lykketoft, Svend Auken og Poul Nyrup. 
DVD'en/videoen er optaget 23. august ved 18-forestillingen.
| 1. Akt                          | Tekst                            | Musik             | Medvirkende                            | 2. Akt                | Tekst                        | Musik       | Medvirkende                                      |
| ------------------------------- | -------------------------------- | ----------------- | -------------------------------------- | --------------------- | ---------------------------- | ----------- | ------------------------------------------------ |
| Velkommen                       | Carl-Erik Sørensen               | James Price       | Alle                                   | Husk lige folkestyret | Carl-Erik Sørensen           |             | Claus, Lisbet, Niels, Ditte og nogle af danserne |
| Så det...                       | Adam Price                       | James Price       | Lisbet og Ditte                        | Fremtidens pensionist | Carl-Erik Sørensen           | James Price | Ulf                                              |
| Ren kage                        | Peter Møller-Holst               |                   | Ulf, Claus, Niels, Lisbet og Charlotte | Råbe, råbe            | Morten Lind og Peter Lind    |             | Claus, Ulf og Ditte                              |
| Veninder                        | Anne-Marie Olesen og Lars Mering |                   | Lisbet, Ditte og Ulf                   | Flåden Danser         |                              | B. O Niell  | Balletten                                        |
| Farligt begær                   | Carl-Erik Sørensen               | James Price       | Niels og Ditte                         | Hanegal               | Niels Olsen                  |             | Niels                                            |
| Røveri                          | Peter Møller-Holst               |                   | Ulf, Claus, Niels og Lisbet            | Tillykke med de 60    | Ida From og Bent From, m.fl. | Diverse     | Alle                                             |
| Det' der ikke noget at gøre ved | Niels Olsen                      | Niels Olsen       | Lisbet                                 | Finale                | Carl-Erik Sørensen           | James Price | Alle                                             |
| En rigtig stjernesolist         | Erik Leth                        | Henrik Krogsgaard | Ditte, Ulf, Claus og Niels             |                       |                              |             |                                                  |
| Familien Danmark                | Peter Møller-Holst               |                   | Lisbet, Claus, Ulf, Ditte og Niels     |                       |                              |             |                                                  |
| Blot til lyst                   | Niels Olsen                      | Niels Olsen       | Alle                                   |                       |                              |             |                                                  |

### Cirkusrevyen 1996
Medvirkende: Niels Olsen, Ulf Pilgaard, Thomas Mørk, Jess Ingerslev, Tina Christiansen og Ulla Henningsen.
Cirkusrevyen 1996 blev instrueret af Peter Schrøder, som måtte standse kort før premieren pga. uenigheder med skuespillerne.

### Cirkusrevyen 1997
Medvirkende: Søren Østergaard, Ulf Pilgaard, Jeanne Boel, Pernille Schrøder, Jess Ingerslev og Gordon Kennedy
Instruktion: Steen Springborg

### Cirkusrevyen 1998
Medvirkende: Niels Olsen, Søren Østergaard, Ulf Pilgaard, Pernille Schrøder og Kirsten Norholt.
Instruktør:  Niels Olsen
Kapelmester: Fini Høstrup
Cirkusrevyen 1998 var første gang Niels Olsen var instruktør på Cirkusrevyen som fik titlen "Langt Ude I Skoven". Temaet blev understreget allerede i første sketch, hvor Niels kom ind som fe i en skov, og vi mødte resten af de medvirkende, hver især iført et dyrekostume. Det er også i denne revy at vi introduceres til Splejs Boys, og ikke mindst Splejs Girls.
Niels Olsen og Ulf Pilgaard optræder desuden med deres 'De Små Synger', mens de sammen med Søren Østergaard også laver Hat Trick sketchen. Ulf Pilgaard laver igen sin imitation af en indvandrer, som så ihærdigt prøver på at blive integreret, men det går ikke så godt, for han har svært ved at udtale dansk. Blandt andet skal han købe fiskefars; "Jeg skal til fissehandler og købe fissefars til fissefilet – fisse på femten minutter, det' ikk' så ring' endda!"
Der bliver også taget gas på Færøerne, i nummeret "Vi Vil Bare Ha'", hvor alle er iført færøsk nationaldragt og synger om, hvordan Færøerne prøver at hive penge ud af det danske folk, for ellers vælter de regeringen.
Niels Olsen og Pernille Schrøder laver også en nyere version af den gamle pensionistsang, som nu er blevet til 'Rockerliv'. Og sidst skal Storebæltsbroen indvies. Det foregår med to politibetjente, Søren og Niels, som er henholdsvis meget fynsk og meget jysk. Så kommer Ulf som leder af en pigegarde, men som er kommet uden sit orkester, fordi han har taget for lange skridt. Pernille Schrøder kommer som Dronning Margrethe til den store åbning, mens Kirsten Norholt er tv-reporter Carsten Fischer. Ulf Pilgaard kommer til sidst ind som statsminister Poul Nyrup Rasmussen, og så åbnes broen.
Afslutningsnummeret er en solo med Niels Olsen, men de andre kommer med, og det handler om, at det snart bliver vinter, så der bliver masser af brækkede arme og ben at grine af. Til sidste kommer hele ensemblet frem og ønsker alle en glædelig jul.
| 1. Akt                | Tekst              | Musik         | Medvirkende                               | 2. Akt            | Tekst              | Musik            | Medvirkende         |
| --------------------- | ------------------ | ------------- | ----------------------------------------- | ----------------- | ------------------ | ---------------- | ------------------- |
| Langt ude i skoven    | Niels Olsen        | Fini Høstrup  | Alle                                      | Splejs Boys       | Niels Olsen        | Fini Høstrup     | Alle                |
| Vær velkommen         | Niels Olsen        | Niels Olsen   | Alle                                      | Man bli'r så flov | Carl-Erik Sørensen | Morten Wedendahl | Pernille            |
| En stor oplevelse     | Niels Olsen        |               | Kirsten, Pernille, Niels                  | Hat-trick         | Peter Møller-Holst |                  | Ulf, Niels og Søren |
| Bankrøveri            | Vase & Fuglsang    |               | Ulf, Søren, Kirsten, Vivi, Lene og Reidar | Fyr uden kæledyr  | Carl-Erik Sørensen | Fini Høstrup     | Kirsten             |
| Rockerliv             | Niels Olsen        | Otto Francker | Pernille og Niels                         | Et eksperiment    | Niels Olsen        |                  | Søren og Pernille   |
| Balletten (A la Lage) |                    | Fini Høstrup  | Balletten                                 | Balletten (Feber) |                    | Fini Høstrup     | Balletten           |
| Reklamemanden         | Carl-Erik Sørensen |               | Søren                                     | De små synger     | Niels Olsen        | Niels Olsen      | Ulf og Niels        |
| Tre små svin          | Carl-Erik Sørensen | Fini Høstrup  | Pernille, Kirsten og Niels                | Integration       | Flemming Sørensen  |                  | Ulf                 |
| Herremanden           | Carl-Erik Sørensen | James Price   | Ulf                                       | Broen             | Søren Østergaard   |                  | Alle                |
| 2+2=?                 | Niels Olsen        |               | Pernille, Søren og Ulf                    | Finale            | Niels Olsen        | Niels Olsen      | Alle                |
| Vil vil bare ha'      | Carl-Erik Sørensen | Fini Høstrup  | Alle                                      |                   |                    |                  |                     |

### Cirkusrevyen 1999
Medvirkende: Ulf Pilgaard, Niels Olsen, Pernille Schrøder, Thomas Mørk og Michelle Bjørn-Andersen.
Instruktør: Niels Olsen
Kapelmester: Fini Høstrup
Cirkusrevyen 1999 var den anden Cirkusrevy instrueret af Niels Olsen. Blandt numrene kan bl.a. nævnes Niels' dopede cykelrytter, og saxofon-spillende Bill Clinton.

### Cirkusrevyen 2000
Medvirkende: Ditte Gråbøl, Henrik Lykkegaard, Pernille Schrøder, Ulf Pilgaard og Niels Olsen.
Cirkusrevyen årgang 2000 havde titlen Totalt til Grin. Den var instrueret af Niels Olsen. Det var Ulf Pilgaards 20 års jubilæum i Cirkusrevyen og i den anledning skrev Niels Olsen nummeret 'Beskedenhed'. Det var også Niels, der skrev nummeret 'Lad Os Bygge Broer', hvori der blev sunget på svensk, om hvordan svenskerne nu ville overtage Danmark, fordi Øresundsbroen var kommet til. Som Niels synger: "Jesus sagde, at vi sku' elske andre men'sker – men han havde heller aldrig mødt en svensker!"
Ditte Gråbøl lavede igen sin Ritt Bjerregaard-parodi, som endnu engang tog kegler. Herunder spiller Niels Olsen, Henrik Lykkegaard og Ulf Pilgaard henholdsvis Henrik Dam Kristensen, Mogens Lykketoft og Poul Nyrup Rasmussen. De er alle underdanige overfor Ritt; danser rundt i meget stramme busker og skjorter med noget pels på, og ligger på alle fire og ryster med rumpen. Det er dog ikke kun i denne sketch, at vi møder Nyrup. Ulf spiller ham adskillige gange i denne revy. 
Også sygehussystemet under den Socialdemokratiske regering tages under 'kærlig behandling', med en doktor (Ulf) som er meget frustreret, fordi han har måtte holde pause i to timer alene – han har jo ikke taget en lang krævende uddannelse for at spille ludo alene. Alt imens den gamle patient (Pernille) er ked af, at hun ikke kan få ren ble på, men skal bytte med de andre. Niels er den sure mandlige sygeplejerske, mens Ditte først er hygiejnekonsulent (rengøringsdame, sidenhen Jørgen Olsen (Fra Brødrene Olsen) og senere hen en meget grisk bedemand. Henrik er først en meget ivrig overlæge, som blot er interesseret i den gamle dames organer, og senere spiller han hendes ligeglade søn, som ender med at spille ludo med Ulf og bedemanden.
Vi lærer også, hvad en rigtig mand er. Det er Henrik Lykkegaard, der sørger for den undervisning. Mens Niels Olsen spiller Enrique Iglesias, som prøver at leve i cølibat, men som hele tiden bliver hevet 'På lokum' af de danske piger, fordi som de siger: "Den danske tissemand er lavet af vat!".
Den største danske eksportvare anno 2000, bliver også præsenteret: Aqua. Hvor Pernille Schrøder spiller Lene Nystrøm, Niels Olsen spiller René Dif, Henrik Lykkegaard spiller Søren Rasted og Ditte Gråbøl er Claus Noreen. Her synger de om deres baggrund, og hvorfor de hedder, som de gør. "Vi skal hedde noget som alle behøver; VAND! Aqua lyder meget fed're!"

### Cirkusrevyen 2001
Medvirkende: Claus Ryskjær, Henrik Lykkegaard, Pernille Schrøder, Tammi Øst og Ulf Pilgaard.
Cirkusrevyen årgang 2001 havde titlen Det Glade Vanvid og var instrueret af Henrik Lykkegaard.

### Cirkusrevyen 2002
Medvirkende: Henrik Lykkegaard, Lisbet Dahl, Niels Ellegaard, Pernille Schrøder og Ulf Pilgaard. Instruktion: Lisbet Dahl.
Følgende numre var med:
| 1. Akt                    | Tekst                                 | Musik                          | 2. Akt               | Tekst                    | Musik                                               |
| ------------------------- | ------------------------------------- | ------------------------------ | -------------------- | ------------------------ | --------------------------------------------------- |
| Sommer igen               | Carl-Erik Sørensen                    | James Price                    | De glade vagabonder  | Chris Vahl               | James Price                                         |
| Vi hader også jer         | Adam Price                            | James Price                    | Åndernes magt 1      | Carl-Erik Sørensen       |                                                     |
| Dry Martini               | Lulu Baxter                           |                                | Luciano              | Vase & Fuglsang          |                                                     |
| Jeg efterlyser 1          | Carl-Erik Sørensen                    |                                | Ik' for at blære mig | Rasmus Ott / Holdet      | Musik: Darwich & Garcia / Arrangement: Peter Düring |
| Ifølge min vurdering      | Carl-Erik Sørensen                    | James Price                    | Jaget vildt          | Carl-Erik Sørensen       |                                                     |
| Lige på kornet            | James Price / Henrik Lykkegaard       |                                | Swing                |                          | Peter Düring / Niclas Bendixen                      |
| Sneak                     |                                       | Peter Düring / Niclas Bendixen | Inde i varmen        | Carl-Erik Sørensen       | James Price                                         |
| Undskyld vi flygter       | Carl-Erik Sørensen                    |                                | Åndernes magt 2      | Carl-Erik Sørensen       |                                                     |
| Jeg efterlyser 2          | Carl-Erik Sørensen                    |                                | Auktion              | James Price / Adam Price |                                                     |
| Englebasserne             | Henrik Lykkegaard                     | Henrik Lykkegaard              | Åndernes magt 3      | Carl-Erik Sørensen       |                                                     |
| Den lille pige med hunden | Henrik Lykkegaard                     |                                | På gensyn            | Carl-Erik Sørensen       | James Price                                         |
| Nat på slottet            | Gunnar Geertsen                       |                                |                      |                          |                                                     |
| Brand                     | Vase & Fuglsang                       | Jacob Groth                    |                      |                          |                                                     |
| De fantastiske fire       | Idé: Asger Reher / Tekst: Niels Olsen | Niels Olsen                    |                      |                          |                                                     |

### Cirkusrevyen 2003
Medvirkede: Lisbet Dahl, Ulf Pilgaard, Henrik Lykkegaard, Claus Ryskjær og Pernille Schrøder
Instruktion: Lisbet Dahl
Følgende numre var med:
| 1. Akt                | Tekst              | Musik           | 2. Akt                       | Tekst                                     | Musik        |
| --------------------- | ------------------ | --------------- | ---------------------------- | ----------------------------------------- | ------------ |
| Vi elsker at være her | Carl-Erik Sørensen | James Price     | The flying family            | Henrik Lykkegaard                         | Diverse      |
| Fællessang            | Carl-Erik Sørensen | James Price     | Et stort problem             | James Price                               |              |
| Kors i teltet         | Vase & Fuglsang    |                 | Åh Frede                     | Carl-Erik Sørensen                        | James Price  |
| Før den store dag     | Carl-Erik Sørensen |                 | Hej-Hej igen                 | Henrik Lykkegaard                         |              |
| Den store vise        | Carl-Erik Sørensen | James Price     | Ka' det svare sig            | Carl-Erik Sørensen                        | James Price  |
| ZZZZZZZZZZZ           | Lulu Baxter        |                 | T.O.P. HAT                   |                                           | Peter Düring |
| ABC                   | Vase & Fuglsang    | Vase & Fuglsang | Bag facaden                  | Idé: Kent Bovin Tekst: Carl-Erik Sørensen | James Price  |
| Swing 2               |                    | Peter Düring    | Hvem ved                     | E. R. Hugget                              |              |
| Landmandsliv          | Carl-Erik Sørensen | James Price     | HEP!                         | Gunnar Geertsen                           |              |
| Hej-Hej               | Henrik Lykkegaard  |                 | Vi elsker stadig at være her | Carl-Erik Sørensen                        | James Price  |
| Et lorte job          | Henrik Lykkegaard  | James Price     |                              |                                           |              |
| Dansk Folkehund       | Gunnar Geertsen    |                 |                              |                                           |              |
| En fix idé            | Carl-Erik Sørensen | James Price     |                              |                                           |              |

### Cirkusrevyen 2004
Medvirkende: Mette K. Madsen, Lisbet Dahl, Ulf Pilgaard, Claus Ryskjær og Niels Ellegaard. Instruktion: Lisbet Dahl

### Cirkusrevyen 2005
Medvirkende: Lisbet Dahl, Ulf Pilgaard, Henrik Lykkegaard, Claus Ryskjær og Marie Askehave. Instruktion: Lisbet Dahl
Følgende numre var med:
| 1. Akt                    | 2. Akt                      |
| ------------------------- | --------------------------- |
| Nu igen                   | Rettidig omhu               |
| Fra lystbådehavnen        | Tillykke med de nye lokaler |
| Plastik                   | Tina                        |
| Ikke noget at komme efter | Koldernes kamp              |
| Det har jeg da ik'        | God mod dyrerne             |
| Shake that feather        | Spare Ribs                  |
| De få synger              | Move that fan               |
| 7.B                       | Humørbomben                 |
| Piratosser                | Olé                         |
| Eventyr                   | Swinger                     |
| Hoochy - Gucci            | Vær dig selv                |
| Hittegods                 |                             |
| Kompot                    |                             |
| Ikke et ord               |                             |
| Hilsen fra Tyrol          |                             |

### Cirkusrevyen 2006
Medvirkende: Lisbet Dahl, Ulf Pilgaard, Henrik Lykkegaard, Ditte Hansen og Niels Ellegaard. Instruktion Lisbet Dahl.
Følgende numre var med:
| 1. Akt                   | Tekst                     | Musik       | 2. Akt               | Tekst              | Musik              |
| ------------------------ | ------------------------- | ----------- | -------------------- | ------------------ | ------------------ |
| Hva' vil I ha'           | Carl-Erik Sørensen        | James Price | Lærte vi noget       | Vase & Fuglsang    | James Price        |
| En tur i Rutchebanen     | Vase & Fuglsang           |             | Djævlen på afveje    |                    |                    |
| Duke Ellegaards Orkester |                           | G. Gershwin | Fordomsfri           |                    |                    |
| Elefanten                |                           |             | Nat i Barcelona      |                    |                    |
| På hospitalet            | Carl-Erik Sørensen        |             | Brok                 |                    |                    |
| Black Magic              |                           |             | Det største af alt   | Carl-Erik Sørensen | Morten Wedendahl   |
| Dick & Leffe             |                           |             | Sig efter mig        | Kent Bovin         |                    |
| En gang til              |                           |             | Let's Dance          |                    |                    |
| Helle alene i verden     | Ditte Hansen              | James Price | Par nr. 1            | Carl-Erik Sørensen | James Price        |
| Hva' glor I på           |                           |             | På trapperne         | Vase & Fuglsang    |                    |
| Vi, Farmor               | Carl-Erik Sørensen        |             | Her har I mig igen   | Carl-Erik Sørensen | Carl-Erik Sørensen |
| Striberne                | Adam Price og James Price | James Price | Go' nat og på gensyn | Carl-Erik Sørensen | James Price        |
| Det' smørret, der gør'et | Adam Price                | James Price |                      |                    |                    |

### Cirkusrevyen 2007
Medvirkende: Lisbet Dahl, Ulf Pilgaard, Henrik Lykkegaard, Ditte Hansen og Andreas Bo Pedersen.
| 1. Akt                                  | Tekst              | Musik       | 2. Akt                      | Tekst              | Musik              |
| --------------------------------------- | ------------------ | ----------- | --------------------------- | ------------------ | ------------------ |
| Ren harmoni                             | Carl-Erik Sørensen | James Price | Succes med K på             | Vase & Fuglsang    | James Price        |
| Kropsvisitering                         |                    |             | En lille støttekoncert      | Carl-Erik Sørensen |                    |
| Dirigenten                              |                    |             | Lig på bordet               | Adam Price         | James Price        |
| Rosas mor og far                        |                    |             | Venindesnak                 |                    |                    |
| Mariannes svanesang                     |                    |             | Tango for Astor             |                    |                    |
| En uddøende race                        | Henrik Lykkegaard  |             | Far igen                    | Vase & Fuglsang    |                    |
| Cirkus i cirkus                         |                    |             | De stærkeste kvinder i byen |                    |                    |
| Cykelpræsten                            | Vase & Fuglsang    |             | En upremiere                | Adam Price         | James Price, m.fl. |
| Harry Orlando and his whistling fantasy |                    |             | På utallige opfordringer    | Carl-Erik Sørensen | Carl-Erik Sørensen |
| Discount Air                            | Vase & Fuglsang    |             | Der hænger verden           | Carl-Erik Sørensen | James Price        |
| Et lille kompromis                      | Carl-Erik Sørensen | James Price |                             |                    |                    |
| Fotosession                             |                    |             |                             |                    |                    |
| En lille charmeoffensiv                 |                    |             |                             |                    |                    |
| Palmer i Køge                           | Carl-Erik Sørensen | James Price |                             |                    |                    |

Cirkusrevyen 2007 var en meget vellykket revy med premiere 22. maj i teltet på Bakken og afslutning 1. september i Aalborg Kongres og Kultur Center. Den solgte 135.000 billetter og blev årets revy ved Revyernes Revy. DVD'en blev optaget fredag 8. august kl. 18 og 21.

### Cirkusrevyen 2008
Medvirkende: Lisbet Dahl, Ulf Pilgaard, Henrik Lykkegaard, Ditte Hansen og Niels Ellegaard.
Cirkusrevyen 2008 solgte 163.000 billetter og fik fem stjerner fra næsten alle anmelderne. Der var premiere 22. maj i teltet på Bakken og sidste forestilling var 30. august i Aalborg Kongres og Kultur Center.

### Cirkusrevyen 2009
Medvirkende: Lisbet Dahl, Ulf Pilgaard, Henrik Lykkegaard, Ditte Hansen og Andreas Bo Pedersen.
Følgende numre var med:
| 1. Akt                | 1. Akt                                                | 1. Akt             |                        | 2. Akt                                | 2. Akt      | 2. Akt |
| Nummer                | Tekst                                                 | Musik              | Nummer                 | Tekst                                 | Musik       |        |
| --------------------- | ----------------------------------------------------- | ------------------ | ---------------------- | ------------------------------------- | ----------- | ------ |
| Så er det nu          | Carl-Erik Sørensen                                    | James Price        | Nye boller på suppen   | Carl-Erik Sørensen                    |             |        |
| Mit store jubilæum    | Carl-Erik Sørensen                                    | Carl-Erik Sørensen | Golf                   | Idé: Henrik Lykkegaard                | Vangelis    |        |
| Os to for evigt       | Carl-Erik Sørensen                                    | James Price        | Et par gode råd        | Carl-Erik Sørensen                    |             |        |
| På skadestuen         | Carl-Erik Sørensen                                    |                    | Black Ties             |                                       | T. Ovesen   |        |
| Ritt's sortie         | Henrik Lykkegaard                                     | V. Cornelius       | Nullermand             | Louise Mieritz Tammi Øst Ditte Hansen | James Price |        |
| En faun's eftermiddag | Idé: Henrik Lykkegaard                                |                    | Klar snak              | Vase & Fuglsang                       |             |        |
| Ingen bonus           | Carl-Erik Sørensen                                    | James Price        | Dukkeflise             | Louise Mieritz Tammi Øst Ditte Hansen | James Price |        |
| Forældrestolthed      | Jacob Morild                                          |                    | Hjemme igen            | Leif Maibom                           |             |        |
| Salsa                 |                                                       | James Price        | Sparet væk             | Vase & Fuglsang                       |             |        |
| Hos skrædderen        | Ernst Trillingsgaard                                  |                    | En lille afskedshilsen | Carl-Erik Sørensen                    | James Price |        |
| Mænd af ære           | Henrik Lykkegaard C. colding A.B. Pedersen Poul Krebs | James Price        | Jeg ser en tid         | Carl-Erik Sørensen                    | James Price |        |
| Filip skal luftes     | Carl-Erik Sørensen                                    |                    |                        |                                       |             |        |
| En fed twist          | Adam Price                                            | James Price        |                        |                                       |             |        |

Cirkusrevyen 2009 fik seks stjerner af JyllandsPostens anmelder.

### Cirkusrevyen 2010
Medvirkende: Lisbet Dahl, Ulf Pilgaard, Henrik Lykkegaard, Ditte Hansen og Niels Ellegaard.
Følgende numre var med:
| 1. Akt              | Tekst                              | Musik              | 2. Akt                  | Tekst                   | Musik                   |
| ------------------- | ---------------------------------- | ------------------ | ----------------------- | ----------------------- | ----------------------- |
| Spring ud           | Adam Price                         | James Price        | Efter festen            | Carl Erik Sørensen      |                         |
| En prolog           | James Price                        |                    | En snack                | W. Darfich, James Price |                         |
| Store Klaus         | Henrik Lykkegaard                  | James Price        | Alle gode gaver         | Henrik Lykkegaard       | James Price             |
| Familiebesøg        | James Price                        |                    | En lille smule bekymret | Carl Erik Sørensen      |                         |
| 1-års dagen         | Leif Maibom                        |                    | The Dancer within       |                         | D. Blix, G. Wolter      |
| Ovre i privaten     | Carl-Erik Sørensen                 | James Price        | Tommy fra Svaneke       | Henrik Lykkegaard       |                         |
| Formanden har ordet | Vase og Fuglsang                   |                    | En kort visit           | Vase og Fuglsang        | N. Hausgaard, W. Thomas |
| Et nøgent menneske  | C.S Anderson                       |                    | Cirkusrevyen 75 år      |                         |                         |
| Cotton Club         |                                    | James Price        | I teltet på Bakken      | James Price             | James Price             |
| The Ohlson's        | Henrik Lykkegaard, Niels Ellegaard | James Price        |                         |                         |                         |
| Paradispigen        | Louise Mieritz, Ditte Hansen       |                    |                         |                         |                         |
| I procession        | Carl Erik Sørensen                 | James Price        |                         |                         |                         |
| I al beskedenhed    | Carl Erik Sørensen                 | Carl Erik Sørensen |                         |                         |                         |
|                     |                                    |                    |                         |                         |                         |

### Cirkusrevyen 2011
Medvirkende: Ulf Pilgaard, Lisbet Dahl, Henrik Lykkegaard, Ditte Hansen, Niels Ellegaard samt Balletten.
Følgende numre var med:
| 1. Akt                | 1. Akt                                | 1. Akt                                |                    | 2. Akt                               | 2. Akt                      | 2. Akt      |
| Nummer                | Tekst                                 | Musik                                 | Nummer             | Tekst                                | Musik                       |             |
| --------------------- | ------------------------------------- | ------------------------------------- | ------------------ | ------------------------------------ | --------------------------- | ----------- |
| En stor familie       | Carl-Erik Sørensen                    | James Price                           | Det får du hos mig | Carl-Erik Sørensen                   | James Price                 |             |
| Sig før mig           | Kent Bovin                            |                                       | Dumpekandidaterne  | Carl-Erik Sørensen                   |                             |             |
| Ti points             | Carl-Erik Sørensen                    | James Price                           | Fitness der rykker | Vase & Fuglsang                      | James Price                 |             |
| En udsat gruppe       | Ide: James Price                      |                                       | Bankgaranti        | Kjeld Thorbjørn                      |                             |             |
| Den klogeste i verden | Louise Mieritz Tammi Øst Ditte Hansen | Louise Mieritz Tammi Øst Ditte Hansen | Mission Impossible | Carl-Erik Sørensen                   |                             |             |
| Pis mig i øret        | Carl-Erik Sørensen                    |                                       | Skinnet bedrager   | Lisbet Dahl                          |                             |             |
| Et intermezzo         | Idé: James Price og Niels Ellegaard   |                                       | Kaffe og kage      | James Price                          |                             |             |
| Helt almindelig       | Vase & Fuglsang                       |                                       | Huspoeten          | Jens Barfoed                         |                             |             |
| Swing                 |                                       | Peter Düring                          | Shadow             |                                      | David Blix og Gustav Wolter |             |
| Birthes sidste kvæk   | Henrik Lykkegaard                     | James Price                           | Ballerinaerne      | Ditte Hansen og Lisbet Dahl          |                             |             |
| Udo & Lothar          | Henrik Lykkegaard                     | James Price Sousa Dolly Parton        | Nok at se til      | Carl-Erik Sørensen                   |                             |             |
| Pigesnak              | Henrik Lykkegaard                     |                                       | En søvnig sag      | Henrik Lykkegaard og Niels Ellegaard |                             |             |
| Ni Hao                | Carl-Erik Sørensen                    | James Price                           | Aftenens stjerne   | Carl-Erik Sørensen                   | Carl-Erik Sørensen          |             |
|                       |                                       |                                       |                    | Vi elsker jer                        | Peter Oliver Hansen         | James Price |
|                       | En stor familie                       | Carl-Erik Sørensen                    | James Price        |                                      |                             |             |

### Cirkusrevyen 2012
Medvirkende: Ulf Pilgaard, Lisbet Dahl, Henrik Lykkegaard, Ditte Hansen, Niels Ellegaard samt Balletten.
Følgende numre var med:
| 1. Akt                | 1. Akt                                    | 1. Akt                      |                           | 2. Akt                         | 2. Akt                      | 2. Akt |
| Nummer                | Tekst                                     | Musik                       | Nummer                    | Tekst                          | Musik                       |        |
| --------------------- | ----------------------------------------- | --------------------------- | ------------------------- | ------------------------------ | --------------------------- | ------ |
| Takket være jer       | Carl-Erik Sørensen                        | James Price                 | Knuz fra Mormor og Morfar | Mette Lisby og Jesper Bæhrenz  | James Price                 |        |
| Kram                  | Kent Bovin                                |                             | Højt til loftet           | Vase & Fuglsang                |                             |        |
| Venneaften            | Tommy A. Jensen                           |                             | Hanzii!                   | Henrik Lykkegaard              | James Price                 |        |
| Vores ansigt          | Carl-Erik Sørensen                        |                             | I himlens port            | Vase & Fuglsang                |                             |        |
| Netbank               | Nicklas Andersen                          |                             | Primat-liv                | Vase & Fuglsang                |                             |        |
| Robotter              | Carl-Erik Sørensen                        | James Price                 | Gamle minder              | Flemming Krøll                 |                             |        |
| Helt vild med dans    | Ditte Hansen                              |                             | Pust                      | Idé & koreografi: René Vinther | Gustav Wolter og David Blix |        |
| Hilsen fra unionen    | Carl-Erik Sørensen                        | Ludwig van Beethoven        | Dagens sang               | Ditte Hansen                   | James Price                 |        |
| Million               | Henrik Lykkegaard                         | James Price                 | Intet er så skidt...      | Henrik Lykkegaard              | James Price                 |        |
| En rigtig god løsning | Carl-Erik Sørensen                        | James Price                 | Smartphone                | Våse & Slagsang                |                             |        |
| 'Klik                 | Idé & koreografi: René Vinther            | Gustav Wolter og David Blix | Når aftenen er forbi      | Henrik Lykkegaard              | James Price                 |        |
| Karen og Suzanne      | Tammi Øst, Louise Mieritz og Ditte Hansen |                             |                           |                                |                             |        |
| Blærerøv              | Henrik Lykkegaard                         | James Price                 |                           |                                |                             |        |
| Tak                   | Niels Olsen                               | James Price                 |                           |                                |                             |        |
| De usynlige           | Tammi Øst, Louise Mieritz og Ditte Hansen |                             |                           |                                |                             |        |

### Cirkusrevyen 2013
Medvirkende: Ulf Pilgaard, Lisbet Dahl, Ditte Hansen, Andreas Bo Pedersen, Niels Olsen .
Følgende numre var med:
| 1. Akt                 | 1. Akt                          | 1. Akt             |                           | 2. Akt                          | 2. Akt       | 2. Akt |
| Nummer                 | Tekst                           | Musik              | Nummer                    | Tekst                           | Musik        |        |
| ---------------------- | ------------------------------- | ------------------ | ------------------------- | ------------------------------- | ------------ | ------ |
| Vi er på vej           | Carl-Erik Sørensen              | James Price        | Bare ærgerligt, Sonny boy | Louise Mieritz & Ditte Hansen   | James Price  |        |
| Ældrekatastrofen       | Niels Olsen                     |                    | Freja                     | Martin Jantzen & Peter Spies    |              |        |
| Helt til hest          | Søren Anker Madsen              | Diverse            | Award - show              | Vase & Fuglsang                 | Diverse      |        |
| Annes testamente       | Louise Mieritz & Ditte Hansen   | James Price        | Vi lukker og slukker      | Vase & Fuglsang                 | James Price  |        |
| Min lille hobby        | Carl-Erik Sørensen              | James Price        | Bootlegger                | Idé og koreografi: René Vinther | Peter Düring |        |
| Somnia                 | Idé og koreografi: René Vinther | Peter Düring       | Studietur                 | Vase & Fuglsang                 |              |        |
| Kiksekage              | Søren Anker Madsen              |                    | Mister D                  | Niels Olsen                     | Niels Olsen  |        |
| Vi' da ik' misundelig' | Carl-Erik Sørensen              | James Price        | Ude i hampen              | Vase & Fuglsang                 |              |        |
| Konen med sækkene      | Birthe Larsen                   |                    | Den nøgne sandhed         | Vase & Fuglsang                 |              |        |
| Med på en 4'er         | Vase & Fuglsang                 |                    | Vi gjorde det             | Carl-Erik Sørensen              |              |        |
| Hjem fra ferie         | Carl-Erik Sørensen              | Carl-Erik Sørensen | Det du gør for mig        | Carl-Erik Sørensen              |              |        |
| Det kør' på skinner    | Adam Price                      | James Price        | På vej hvorhen?           | Carl-Erik Sørensen              | James Price  |        |

### Cirkusrevyen 2014
Medvirkende: Ulf Pilgaard, Lisbet Dahl, Henrik Lykkegaard, Vicki Berlin, Niels Ellegaard.
Følgende numre var med:
| 1. Akt                      | 1. Akt                          | 1. Akt       |                        | 2. Akt                          | 2. Akt       | 2. Akt |
| Nummer                      | Tekst                           | Musik        | Nummer                 | Tekst                           | Musik        |        |
| --------------------------- | ------------------------------- | ------------ | ---------------------- | ------------------------------- | ------------ | ------ |
| Sammen                      | Carl-Erik Sørensen              | James Price  | Klar til comeback      | Carl-Erik Sørensen              | James Price  |        |
| Det er for galt             | James Price                     |              | Den unge mor           | Vicki Berlin                    |              |        |
| El-cyklen                   | Vase & Fuglsang                 |              | Blomsterballet         | Idé: Henrik Lykkegaard          | Tjajkovskij  |        |
| Der må gøres noget nu       | Carl-Erik Sørensen              | James Price  | Farvel                 | Vase & Fuglsang                 |              |        |
| Generalsekretæren har ordet | Adam Price                      |              | Imaginarium            | Idé og koreografi: René Vinther | Peter Düring |        |
| Dråben                      | Idé og koreografi: René Vinther | Peter Düring | Pustepause             | Vicki Berlin                    |              |        |
| I mandegruppen              | Carl-Erik Sørensen              | James Price  | Genboerne              | Henrik Lykkegaard               | James Price  |        |
| Min skat                    | Carl-Erik Sørensen              | James Price  | Sådan tjener man penge | Lukas Birch Søgaard             |              |        |
| Arvegods                    | Peter Bisgaard Christiansen     |              | Vi ruller tilbage      | Vase & Fuglsang                 |              |        |
| Hjem-Hash                   | Vase & Fuglsang                 |              | Tag dig dog sammen     | Henrik Lykkegaard               |              |        |
| Selfie-moment               | Adam Price                      | James Price  | En skæg ballade        | Henrik Lykkegaard               | James Price  |        |
|                             |                                 |              | Nok at se til          | Carl-Erik Sørensen              |              |        |
| Fra hinanden                | Carl-Erik Sørensen              | James Price  |                        |                                 |              |        |

Blandt numrene var Vase & Fuglsangs sketch der kombinerede satire over digteren Yahya Hassan og problemerne med IC4-toget.
En aftenforestilling med sketchen blev afbrudt af unge mænd af anden etnisk herkomst end dansk, der skaffede sig adgang til Cirkusrevyens telt og foran scenen begyndte at råbe hvad som kan have været arabiske ukvemsord mod Ulf Pilgaard der var udklædt som Yahya Hassan.
Vicki Berlin havde cirkusrevydebut det år og udmærkede sig i en rolle som ung mor i en sketch hun selv havde skrevet.

### Cirkusrevyen 2015
Medvirkende: Ulf Pilgaard, Lisbet Dahl, Henrik Lykkegaard, Ditte Hansen, Niels Ellegaard.
Følgende numre var med:
| 1. Akt                 | 1. Akt                                 | 1. Akt                      |                           | 2. Akt                          | 2. Akt       | 2. Akt |
| Nummer                 | Tekst                                  | Musik                       | Nummer                    | Tekst                           | Musik        |        |
| ---------------------- | -------------------------------------- | --------------------------- | ------------------------- | ------------------------------- | ------------ | ------ |
| En lang sommer         | Carl-Erik Sørensen                     | James Price                 | Pest eller kolera         | Carl-Erik Sørensen              | James Price  |        |
| Et kendt ansigt        | Henrik Lykkegaard                      |                             | Connaisseurs              | James Price                     |              |        |
| All Inclusive          | Jan Svarrer                            |                             | Sugar Dating              | Vase & Fuglsang                 |              |        |
| En moderne mand        | Henrik Lykkegaard                      | James Price                 | Love Invasion             | Idé og koreografi: René Vinther | Peter Düring |        |
| Lille Inger            | Vase & Fuglsang                        |                             | Med på den værste         | Carl-Erik Sørensen              |              |        |
| En Rose                | Idé og koreografi: René Vinther        | Peter Düring                | Grise i krise             | Carl-Erik Sørensen              | James Price  |        |
| Til grin               | Vase & Fuglsang / Niels Ellegaard      |                             | Jeg lytter                | Vase & Fuglsang                 |              |        |
| Parademøer             | Poeten, Ditte Hansen og Louise Mieritz | Sven Gyldmark / James Price | Ude at skyde              | Carl-Erik Sørensen              | Trad.        |        |
| I skarp træning        | Kjeld Torbjørn                         |                             | Store planer / Sig goddag | Carl-Erik Sørensen              | James Price  |        |
| De små danser          | Idé: Henrik Lykkegaard                 | Johann Strauss              |                           |                                 |              |        |
| Scener fra et ægteskab | Ditte Hansen og Louise Mieritz         | Joakim Pedersen             |                           |                                 |              |        |
| Vi er glade, vi er fri | Carl-Erik Sørensen                     | James Price                 |                           |                                 |              |        |
| Ytr!                   | Carl-Erik Sørensen                     | James Price                 |                           |                                 |              |        |
| Om 40 år               | Adam Price                             | James Price                 |                           |                                 |              |        |

### Cirkusrevyen 2016
Medvirkende: Ulf Pilgaard, Lisbet Dahl, Henrik Lykkegaard, Lise Baastrup, Niels Ellegaard.
Følgende numre var med:
| 1. Akt                | 1. Akt                            | 1. Akt             |                     | 2. Akt                                       | 2. Akt       | 2. Akt |
| Nummer                | Tekst                             | Musik              | Nummer              | Tekst                                        | Musik        |        |
| --------------------- | --------------------------------- | ------------------ | ------------------- | -------------------------------------------- | ------------ | ------ |
| Velkommen             | Adam Price                        | James Price        | Endnu et år         | Carl-Erik Sørensen                           |              |        |
| En milepæl            | Carl-Erik Sørensen                | Carl-Erik Sørensen | Kogepladen          | Idé: Henrik Lykkegaard                       | James Price  |        |
| Min lille hemmelighed | Jan Svarrer og Søren Anker Madsen | James Price        | Single sommermad    | Vase & Fuglsang                              |              |        |
| Er alle med?          | Vase & Fuglsang                   |                    | En moderat muslim   | Vase & Fuglsang                              | James Price  |        |
| Godt vi ku' hjælpe    | Vase & Fuglsang                   |                    | Weird Science       | Idé og koreografi: René Vinther              | Peter Düring |        |
| Hacker                | Idé og koreografi: René Vinther   | Peter Düring       | Varme hænder        | Martin Jantzen og Lasse Aagaard              |              |        |
| Misforstået           | Carl-Erik Sørensen                | James Price        | Den 7. himmel       | Vase & Fuglsang                              |              |        |
| 50+                   | Henrik Lykkegaard                 | James Price        | Rambos far          | Jan Svarrer og Søren Anker Madsen            |              |        |
| På Herrens Mark       | Vase & Fuglsang                   |                    | Formanden har ordet | Henrik Lykkegaard                            | James Price  |        |
| Et makkerpar          | Carl-Erik Sørensen                | James Price        | Tillykke Dirch      | Diverse / Idéoplæg: Rasmus og Søren Baastrup | Diverse      |        |
| Indre ro              | Carl-Erik Sørensen                |                    | Bare gør hvad I vil | Adam Price                                   | James Price  |        |
| Mor, vil du med mig?  | Adam Price                        | James Price        |                     |                                              |              |        |

### Cirkusrevyen 2017
Medvirkende: Ulf Pilgaard, Lisbet Dahl, Henrik Lykkegaard, Lise Baastrup, Niels Ellegaard.
Følgende numre var med:
| 1. Akt              | 1. Akt                          | 1. Akt       |                    | 2. Akt                            | 2. Akt             | 2. Akt      |
| Nummer              | Tekst                           | Musik        | Nummer             | Tekst                             | Musik              |             |
| ------------------- | ------------------------------- | ------------ | ------------------ | --------------------------------- | ------------------ | ----------- |
| Hvor er det flot    | Carl-Erik Sørensen              | James Price  | Verdens største    | Carl-Erik Sørensen                | James Price        |             |
| Det nyeste nye      | Henrik Lykkegaard               | Diverse      | Græsk landbrød     | Jan Svarrer og Søren Anker Madsen |                    |             |
| Min allerbedste ven | James Price                     | James Price  | En dag på kontoret | Idé: Henrik Lykkegaard            | P. M. Narro        |             |
| Noget om skat       | Vase & Fuglsang                 |              | Atman              | Vase & Fuglsang                   |                    |             |
| Termokander         | Jan Svarrer                     |              | Breaking News      | Idé: Rasmus og Søren Baastrup     | James Price        |             |
| Galerie Baroque     | Idé og koreografi: René Vinther | Peter Düring | Den sidste tur     | Niels Olsen                       | James Price        |             |
| Kagekonen           | Carl-Erik Sørensen              | James Price  | La La La           | Vase & Fuglsang                   | James Price        |             |
| Jim                 | Henrik Lykkegaard               | James Price  | Tiden              | Idé og koreografi: René Vinther   | Peter Düring       |             |
| Posthvor?           | Vase & Fuglsang                 |              | Sus i skørterne    | Carl-Erik Sørensen                |                    |             |
| Det er sguda dansk  | Carl-Erik Sørensen              | James Price  | Hvad er det værd   | James Price                       |                    |             |
| Bitte, bitte, bitte | Carl-Erik Sørensen              | James Price  | Diva Dahl          | Ditte Hansen og Louise Mieritz    | James Price        |             |
| De grå synger       | Henrik Lykkegaard               | James Price  | Kærlig hilsen      | Henrik Lykkegaard                 | James Price        |             |
|                     |                                 |              |                    | Noget at se frem til              | Carl-Erik Sørensen | James Price |

### Cirkusrevyen 2018
Medvirkende: Ulf Pilgaard, Lisbet Dahl, Henrik Lykkegaard, Amalie Dollerup, Niels Ellegaard.
Følgende numre var med:
| 1. Akt                  | 1. Akt                                            | 1. Akt             |                        | 2. Akt                                             | 2. Akt       | 2. Akt |
| Nummer                  | Tekst                                             | Musik              | Nummer                 | Tekst                                              | Musik        |        |
| ----------------------- | ------------------------------------------------- | ------------------ | ---------------------- | -------------------------------------------------- | ------------ | ------ |
| Lige nu                 | Carl-Erik Sørensen                                | James Price        | Næsten                 | Carl-Erik Sørensen                                 | James Price  |        |
| Trick-tyveri            | Vase & Fuglsang                                   |                    | Vladimir               | Henrik Lykkegaard                                  | Trad.        |        |
| Øret mod Øst            | Carl-Erik Sørensen                                | James Price        | To til tapas           | Vase & Fuglsang                                    |              |        |
| Klar snak               | Leif Maibom                                       |                    | Gok Gok                | Henrik Lykkegaard                                  | James Price  |        |
| Violinernes konge       | Henrik Lykkegaard                                 | Diverse            | Nogen der ligner       | Carl-Erik Sørensen                                 | James Price  |        |
| Den nye model           | Carl-Erik Sørensen                                | James Price        | Lyden bag lukkede døre | Idé og koreografi: René Vinther                    | Peter Düring |        |
| Samurai                 | Idé og koreografi: René Vinther                   | Peter Düring       | To der styrer          | Carl-Erik Sørensen                                 | James Price  |        |
| Og det var Danmark      | Vase & Fuglsang                                   |                    | Kort og kontant        | Søren Anker Madsen                                 |              |        |
| Så ka' de lære det      | Vase & Fuglsang                                   |                    | Curling                | Niels Olsen                                        | Niels Olsen  |        |
| Fede tider              | Vase & Fuglsang                                   |                    | Klædt af               | Vase & Fuglsang                                    |              |        |
| Nyt Nordisk Danseteater | Idé: Henrik Lykkegaard / Koreografi: René Vinther | James Price        | Tillykke               | Diverse / Idéoplæg: Rasmus, Søren og Lise Baastrup | Diverse      |        |
| Mit liv som sådan       | Carl-Erik Sørensen                                | Carl-Erik Sørensen | Lige om lidt           | Carl-Erik Sørensen                                 | James Price  |        |

### Cirkusrevyen 2019
Medvirkende: Ulf Pilgaard, Lisbet Dahl, Henrik Lykkegaard, Lise Baastrup, Karsten Jansfort.
Følgende numre var med:
| 1. Akt              | 1. Akt                                | 1. Akt       |                     | 2. Akt                                   | 2. Akt                     | 2. Akt |
| Nummer              | Tekst                                 | Musik        | Nummer              | Tekst                                    | Musik                      |        |
| ------------------- | ------------------------------------- | ------------ | ------------------- | ---------------------------------------- | -------------------------- | ------ |
| Krænket             | Adam Price                            | James Price  | Ej blot til lyst    | K. Madsen                                |                            |        |
| Intra               | Søren Anker Madsen                    |              | Mig tid             | Adam Price                               | James Price                |        |
| Det 7. bud          | Niels Olsen                           | Niels Olsen  | Ingen stress        | Vase & Fuglsang                          |                            |        |
| New York            | Idé og koreografi: René Vinther       | Peter Düring | Gravøl              | Jan Svarrer                              |                            |        |
| Ind i klimakampen   | Carl-Erik Sørensen og Vase & Fuglsang |              | En lille grim mand  | Henrik Lykkegaard                        | James Price / Sousa        |        |
| Samtykke            | James Price                           |              | Paris               | Idé og koreografi: René Vinther          | Peter Düring               |        |
| Panda-diplomati     | Adam Price                            | James Price  | En smutter          | Carl-Erik Sørensen                       | James Price                |        |
| Tokyo               | Idé og koreografi: René Vinther       | Peter Düring | Et rasende menneske | Vase & Fuglsang                          |                            |        |
| Brevkasse 1         | Rasmus, Søren og Lise Baastrup        |              | Brevkasse 2         | Rasmus, Søren og Lise Baastrup           |                            |        |
| Alle pengene værd   | Carl-Erik Sørensen                    | James Price  | May Day             | Henrik Lykkegaard                        | Trad. / ABBA / James Price |        |
| Jobsamtale          | Jan Svarrer og Vase & Fuglsang        |              | Vi ses måske igen   | Idéoplæg: Rasmus, Søren og Lise Baastrup | Kim Larsen                 |        |
| Man skal høre meget | Niels Olsen                           |              | Tak!                | Henrik Lykkegaard                        | James Price                |        |
| Ay Ay Ay Ay         | Adam Price                            | James Price  |                     |                                          |                            |        |

### Cirkusrevyen 2020
Medvirkende: Ulf Pilgaard, Lisbet Dahl, Niels Ellegaard, Mille Hoffmeyer Lehfeldt, Carsten Svendsen.
I 2020 måtte revyen aflyses som følge af coronaviruspandemien. Den 25. maj 2020 valgte Cirkusrevyen at aflyse årets forestilling, dels fordi de endnu ikke havde fået den nødvendige kompensation, og dels på grund af den generelle usikkerhed om genåbningen af Danmark efter coronaviruspandemien. Revysæsonen 2020 skulle ellers have været Ulf Pilgaards 40. og sidste sæson i revyen, men det måtte udskydes til 2021.

### Cirkusrevyen 2021
Medvirkende: Ulf Pilgaard, Lisbet Dahl, Niels Olsen, Henrik Lykkegaard, Niels Ellegaard, Merete Mærkedahl.
Afløsere: Pernille Schrøder og Ditte Hansen afløste på skift Merete Mærkedahl grundet sygdom.
Følgende numre var med:
| 1. Akt                  | 1. Akt                            | 1. Akt |                      | 2. Akt                            | 2. Akt            | 2. Akt |
| Nummer                  | Tekst                             | Musik | Nummer               | Tekst                             | Musik             |        |
| ----------------------- | --------------------------------- | --- | -------------------- | --------------------------------- | ----------------- | ------ |
| Sikke et år!            | Carl-Erik Sørensen                | James Price | Joe                  | Henrik Lykkegaard                 | James Price       |        |
| En mindre komplikation  | Jan Svarrer og Søren Anker Madsen | | Kom Max              | Vase & Fuglsang                   |                   |        |
| Den nye sherif i byen   | Adam Price                        | James Price | Beth og Bendt        | Niels Olsen                       | Niels Olsen       |        |
| Søren                   | Henrik Lykkegaard                 | James Price | Ærlig talt           | Henrik Lykkegaard/Vase & Fuglsang |                   |        |
| Bryllup                 | Torben Simonsen                   | | En lægeaftale        | Niels Olsen                       |                   |        |
| Hvordan Dan?            | Carl-Erik Sørensen                | James Price | En dag i testcentret | Idé: Henrik Lykkegaard            | Traditionel       |        |
| Bofællesskab            | Jan Svarrer/Vase & Fuglsang       | | Ret og vrang         | Jan Svarrer/Vase & Fuglsang       |                   |        |
| I disse tider           | Leif Maibom                       | | De nye stjerner      | Niels Olsen                       | Niels Olsen       |        |
| Et vanskeligt job!      | Leif Maibom                       | James Price | Swing 10             | Idé og koreografi: René Vinther   | Peter Düring      |        |
| Godt Nytår              | Idé og koreografi: René Vinther   | Peter Düring | Ulf!                 | James Price og Adam Price m.fl.   | James Price m.fl. |        |
| Intet at skjule         | Vase & Fuglsang                   | | Så er der afgang     | Carl-Erik Sørensen                |                   |        |
| Et stykke med makrel    | Carl-Erik Sørensen                | James Price | Nye tider            | Carl-Erik Sørensen                | James Price       |        |
| Don og damerne          | Niels Olsen                       | Niels Olsen |                      |                                   |                   |        |
| Giv os sommeren tilbage | Henrik Lykkegaard                 | Tak for lån af original tekst og musik af: Anne Linnet, Thomas Helmig, Poul Krebs, Rasmus Seebach, Peter A.G. Nielsen, Steffen Brandt, Sebastian, Johnny Madsen, Lise Cabble |                      |                                   |                   |        |

### Cirkusrevyen 2022
Medvirkende: Lisbet Dahl, Niels Olsen, Henrik Lykkegaard, Merete Mærkedahl og Carsten Svendsen
Afløsere: Pernille Schrøder afløste Lisbet Dahl grundet sygdom.
Følgende numre var med:
| 1. Akt                 | 1. Akt                            | 1. Akt       |                      | 2. Akt                            | 2. Akt       | 2. Akt |
| Nummer                 | Tekst                             | Musik        | Nummer               | Tekst                             | Musik        |        |
| ---------------------- | --------------------------------- | ------------ | -------------------- | --------------------------------- | ------------ | ------ |
| Ikke nogen åbning      | Carl-Erik Sørensen                | James Price  | Vi fylder hele vejen | Henrik Lykkegaard                 | James Price  |        |
| Parløb                 | Jacob Morild                      |              | En lille løbetur     | Vase & Fuglsang                   |              |        |
| Det lyder helt forkert | Vase & Fuglsang                   |              | Naturgasfyr          | Carl-Erik Sørensen                | James Price  |        |
| Jeg ku' godt tænke mig | Niels Olsen                       | Niels Olsen  | Stolte traditioner   | Jan Svarrer og Søren Anker Madsen |              |        |
| Klar i spyttet         | Vase & Fuglsang                   |              | Sorry                | Vase & Fuglsang                   |              |        |
| Gode naboer            | Vase & Fuglsang                   |              | SkidtID              | Jan Svarrer og Søren Anker Madsen |              |        |
| Med åbne arme          | Leif Maibom                       |              | Absolut Kandis 2     | Henrik Lykkegaard'                | James Price  |        |
| Kitty Catty 1          | Idé og koreografi: René Vinther   | Peter Düring | Kitty Catty 2        | Idé og koreografi: René Vinther   | Peter Düring |        |
| Ny dag truer           | Jan Svarrer og Søren Anker Madsen |              | Oligarker            | Niels Olsen                       | Niels Olsen  |        |
| Kun os to              | Carl-Erik Sørensen                | James Price  | Helt Speciel         | Carl-Erik Sørensen og Adam Price  | James Price  |        |
| Jackpot                | Niels Olsen                       |              | Bortset fra det      | Carl-Erik Sørensen                | James Price  |        |
| Absolut Kandis 1       | Henrik Lykkegaard                 | James Price  |                      |                                   |              |        |
| Efterlysning           | Niels Olsen                       |              |                      |                                   |              |        |
| Leve Mette             | Adam Price                        | James Price  |                      |                                   |              |        |

### Cirkusrevyen 2023
Medvirkende: Niels Olsen, Niels Ellegaard, Merete Mærkedahl, Bodil Jørgensen og Mads Knarreborg
| 1. Akt                          | 1. Akt                                                          | 1. Akt                                                |                              | 2. Akt                                                        | 2. Akt                         | 2. Akt |
| Nummer                          | Tekst                                                           | Musik                                                 | Nummer                       | Tekst                                                         | Musik                          |        |
| ------------------------------- | --------------------------------------------------------------- | ----------------------------------------------------- | ---------------------------- | ------------------------------------------------------------- | ------------------------------ | ------ |
| Det i 20'erne det sker          | Niels Olsen                                                     | Niels Olsen & Joakim Pedersen                         | Den lille Irmapige           | Vase & Fuglsang                                               | Joakim Pedersen & C.E.F. Weyse |        |
| Mod strømmen                    | Tekst & Idé: Holdet                                             |                                                       | Gi mig en krise              | Carl-Erik Sørensen                                            | Thomas Pakula                  |        |
| Kontantløs                      | Vase & Fuglsang                                                 |                                                       | Hjemløs                      | Vase & Fuglsang                                               |                                |        |
| Mig og mine ski                 | Carl-Erik Sørensen                                              | Thomas Pakula                                         | Kom nu vær lidt queer        | Tekst & Idé: Ditte Hansen. Idé & Iscenesættelse: René Vinther | Joakim Pedersen                |        |
| Terkelsen i knibe               | Gordon Kennedy & Mads Knarreborg                                |                                                       | Hvad skal vi                 | Niels Olsen                                                   | Antõnio Carlos Jobim           |        |
| Lang tid                        | Niels Olsen                                                     | Joakim Pedersen                                       | Den bedste serie             | Tekst & Idé: Holdet                                           |                                |        |
| Det er da noget mærkeligt noget | Jacob Morild                                                    |                                                       | En stille sang               | Carl-Erik Sørensen                                            | Joakim Pedersen                |        |
| Dansevise                       | Tekst: Sejr Volmer-Sørensen. Idé & Iscenesættelse: René Vinther | Otto Francker. Musikalsk arrangement: Joakim Pedersen | 40 år på landevejen          | Vase & Fuglsang                                               | Joakim Pedersen                |        |
| Et kønt par                     | Idé: Joy-Maria Frederiksen                                      |                                                       | Dengang jeg var en lille pi' | Niels Olsen                                                   |                                |        |
| Jobgaranti                      | Jacob Morild                                                    | Joakim Pedersen                                       | Det er svært                 | Niels Olsen                                                   | Joakim Pedersen                |        |
| Svær post                       | Jacob Weble                                                     |                                                       |                              |                                                               |                                |        |
| Med rumklang på                 | Vase & Fuglsang                                                 | Joakim Pedersen                                       |                              |                                                               |                                |        |
| Vore dage er talte              | Vase & Fuglsang                                                 | Nanna Lüders Jensen                                   |                              |                                                               |                                |        |

## Fodnoter
1. 1 2  De første fornyelser Arkiveret 4. juni 2012 hos  Wayback Machine, Bakken.dk
2. 1 2 3 4 5  Cirkusrevyen er aflyst af Sebastian Myrup Hansen. TV2 Lorry, 25 maj 2020.
3. ↑  Cirkusrevyen aflyser alt i juli og august - håber på forestillinger senere på året af Christian S. N. Therkildsen. TV2 Lorry, 21. april 2020.
4. ↑  Cirkusrevyen endt i kommunestrid efter ønske om at gennemføre forestillinger i efteråret af Jacob Carlsen Mazor. TV2 Lorry, 7. maj 2020.
5. ↑  Dansk film database
6. ↑  Lars Bjarke Christensen (2016), "Anmeldelse af Uffe Paludan, DSB på sporet, 2014 og samme, Banerne på sporet igen, 2015", Jernbanehistorie, 4 (1), Wikidata  Q106492658
7. ↑  Maria Christine Madsen (18. august 2014), "Ulf Pilgaard forvekslet med Yahya Hassan: Overdænget med arabiske tilråb", B.T., Wikidata  Q110821328
8. ↑  Jakob Steen Olsen (16. maj 2014), "»Venstre ved man, hvor man har: Ved sid'n af hotellets minibar«", Berlingske, Wikidata  Q110826810

1. ↑  En 10 minutter lang parodi på Musical Matador og kommentar til musical-versioner af andre værker generelt